# Левитановка
Левита́новка (до 1948 года участок № 123; укр. Левітанівка, крымскотат. Levitanovka, Левитановка) — село в Первомайском районе Республики Крым, входит в состав Калининского сельского поселения (согласно административно-территориальному делению Украины — Калининского сельского совета Автономной Республики Крым).

## Население
| 2001 | 2014 |
| ---- | ---- |
| 250  | ↘187 |

Всеукраинская перепись 2001 года показала следующее распределение по носителям языка
| Язык             | Процент |
| ---------------- | ------- |
| крымскотатарский | 7.1     |
| русский          | 90      |
| украинский       | 2.1     |
| другие           | 0.8     |

### Динамика численности
- 1989 год — 158 чел.[9]
- 2001 год — 250 чел.[10]
- 2009 год — 237 чел.[11]
- 2014 год — 187 чел.[12]

## Современное состояние
На 2009 год, по данным сельсовета, село занимало площадь 30 гектаров, на которой в 68 дворах проживало 237 человек. Действует фельдшерско-акушерский пункт
На 2016 год в Левитановке числится 1 улица — Чкалова.

## География
Левитановка — село на северо-западе района, в центральной части степного Крыма, высота центра села над уровнем моря — 33 м. Ближайшие населённые пункты — Калинино в 3,5 км на северо-запад, Матвеевка в 3,7 км на север и райцентр в 4 километров (по шоссе), ближайшая железнодорожная станция — Воинка (на линии Джанкой — Армянск) — примерно 26 километров. Транспортное сообщение осуществляется по региональной автодороге 35Н-389 от шоссе Красноперекопск — Симферополь (по украинской классификации — С-0-11004).

## История
Еврейский переселенческий участок № 123 был образован, по данным издания «Города и села Украины. Автономная Республика Крым. Город Севастополь. Историко-краеведческие очерки», в 1926 году и впервые отмечен на карте по состоянию на 1931 год, в составе ещё Джанкойского района.
Постановлением ВЦИК РСФСР от 30 октября 1930 года был создан Фрайдорфский еврейский национальный район (переименованный указом Президиума Верховного Совета РСФСР № 621/6 от 14 декабря 1944 года в Новосёловский) (по другим данным 15 сентября 1931 года) и участок № 123 включили в его состав, тогда же был организован колхоз «колхоз им. Котовского». После разукрупнения районов в 1935-м году и образования также еврейского национального Лариндорфского (с 1944 — Первомайский), село переподчинили новому району.
Вскоре после начала отечественной войны часть еврейского населения Крыма была эвакуирована, из оставшихся под оккупацией большинство расстреляны. С 25 июня 1946 года участок № 123 в составе Крымской области РСФСР. Указом Президиума Верховного Совета РСФСР от 18 мая 1948 года, участок № 123 переименовали в Левитановку. 26 апреля 1954 года Крымская область была передана из состава РСФСР в состав УССР. В 1955 году образован Калининский сельсовет и Левитановку включили в его состав. Указом Президиума Верховного Совета УССР «Об укрупнении сельских районов Крымской области», от 30 декабря 1962 года был упразднён Первомайский район и село присоединили к Красноперекопскому. 8 декабря 1966 года был восстановлен Первомайский район и село вернули в его состав. По данным переписи 1989 года в селе проживало 158 человек. С 12 февраля 1991 года село в восстановленной Крымской АССР, 26 февраля 1992 года переименованной в Автономную Республику Крым. С 21 марта 2014 года в составе Крыма аннексирована Россией.